# Bari–Taranto-vasútvonal
A Bari–Taranto-vasútvonal (olasz nyelven: Ferrovia Bari-Taranto) egy vasútvonal Olaszországban Bari és Taranto között. A vasútvonal 1435 mm nyomtávolságú, nagyrészt kétvágányú, 112,2 km hosszúságú, 3000 V egyenárammal villamosított.
A vasútvonal két részletben nyílt meg, az első szakasz 1865-ben, a második 1868-ban.

## Fejlesztések
1994 óta dolgoznak a vonal korszerűsítésén és a második vágány megépítésén. Az első szakasz 1994. május 31-én nyílt meg Acquaviva delle Fonti és Bitetto között.
1997. szeptember 14-én megnyílt a kétvágányú pálya Gioia del Colle és Palagianello között. A nyomvonalat áthelyezték, így bezárták a vasútállomásokat Caratini, San Basilio és Castellaneta városközpontjában.
2004. december 20-án a vonal kétvágányú lett Acquaviva delle Fonti és Gioia del Colle, valamint 2007. május 27-étől Palagiano és Bellavista között.
2008. június 22-én a vonal kétvágányú lett Grottalupara és Palagiano között, amely új nyomvonalra került, elkerülve Palagianello központját, és egy új állomást építettek.
2009. május 31-én a vonal kétvágányú lett Stazione di Bari Centrale és Stazione di Bari Sant'Andrea között, ami a Bari Policlinico állomás bezárásához vezetett. A vonal déli szakasza szintén kétvágányú lett 2010-ben.
Az utolsó szakasz, Modugno és a Bitetto között 2014-ben épült át kétvágányúvá.

## Forgalom
A vasútvonalon az alábbi járatok közlekednek:
- nagysebességű járatok: (Frecciabianca) Milánó - Párma - Bologna - Ancona - Pescara - Foggia - Bari - Taranto
- Intercity járatok: Róma - Foggia - Bari - Taranto
- Intercity járatok:  Bologna - Rimini - Ancona - Pescara - Foggia - Bari - Taranto
- Éjszakai vonatok (Intercity Notte): Milánó - Ancona - Pescara - Foggia - Bari - Taranto - Brindisi - Lecce
- Helyi vonatok (Treno regionale): Bari - Gioia del Colle - Taranto
- Helyi vonatok (Treno regionale): Gravina in Puglia - Altamura - Gioia del Colle - Taranto